# Reserve-Polizei-Bataillon 133
Das Reserve-Polizei-Bataillon 133 war eine militärische Einheit der Ordnungspolizei im nationalsozialistischen Deutschland und wurde im Zweiten Weltkrieg eingesetzt.

## Hintergrund
Die deutsche Ordnungspolizei war ein zentrales Instrument des Sicherheitsapparats des nationalsozialistischen Deutschlands. In der Vorkriegszeit arbeiteten der Reichsführer SS Heinrich Himmler und der Chef der Ordnungspolizei Kurt Daluege zusammen, um Polizeieinheiten der Weimarer Republik in militarisierte Formationen umzuwandeln. Diese sollten bereit sein, den Eroberungs- und Vernichtungszielen des NS-Regimes zu dienen. Für die Besetzung Polens im September 1939 wurden die Polizeitruppen zunächst in Bataillone der Ordnungspolizei formiert, wo sie zu Sicherheits- und Polizeizwecken eingesetzt wurden und auch an Hinrichtungen und Massendeportationen teilnahmen.

## Aufstellung
Zum genauen Ablauf der Aufstellung des Reserve-Polizei-Bataillon 133 fehlen heute einige Details. Bekannt ist, dass es aufgrund des Heimatstandorts Nürnberg wohl in Nürnberg aufgestellt wurde und es ist dabei von einer Aufstellung im Sommer 1940 auszugehen.
Es wäre möglich, dass das Rahmenpersonal mit aktiven Polizisten gebildet wurde und die Mannschaftsdienstgrade mit Reservisten aufgefüllt wurden. Diese waren im Herbst 1939 zur freiwilligen Meldung zu den Polizeiverbänden aufgerufen worden. Viele der Polizisten stammten aus der Gegend von Würzburg.

## Einsatz
Nach einer Verwendung im Heimatgebiet übernahm Major der Schutzpolizei Gustav Englisch Ende Juni 1941 oder spätestens im Oktober 1941 die Führung des Bataillons. Es erfolgte der erste Einsatz außerhalb des Deutschen Reichs, im Raum Lwiw (Lemberg), der im Generalgouvernement (einem Teil des besetzten Polens) lag.
Nach der Ankunft in Galizien wurde das Bataillon kompanieweise verteilt. Der Stab / Res.-Pol.-Bat. 133 und die 2. Kompanie bezogen Stellung in Stanislawiw, die 3. Kompanie unter Leutnant der Schutzpolizei Rebhein war erst in Lwiw und dann ebenfalls in Stanislawiw stationiert und die 1. Kompanie unter Hauptmann der Schutzpolizei Ernst Lederer in Drohobycz. Formell war das Bataillon dort dem Polizei-Regiment (KdO) „Galizien“ unter Oberstleutnant der Schutzpolizei Joachim Stach unterstellt.
Faktisch wurde die operative Führung des Bataillon durch den KdS „Galizien“, Helmuth Tanzmann, übernommen, welcher die Einheit weitestgehend dem Kommandanten der KdS-Außenstelle „Stanislau“ zur Verfügung stellte. Hierdurch wurde das Bataillon, das offiziell für die Partisanenbekämpfung und die Sicherung der Ölfelder Galiziens vorgesehen war, zu einem der wichtigsten Werkzeuge bei der Umsetzung der „Endlösung“ im Distrikt Lemberg. Entsprechend Befehlen des Befehlshaber der Ordnungspolizei von Lemberg, höchstwahrscheinlich ausgestellt vom KdO „Galizien“, Oberst der Schutzpolizei Paul Worm, wurde Major der Schutzpolizei Englisch befohlen, die Sipo in Stanislawiw kooperierend zu unterstützen.
In diesem Zusammenhang ist mit dem Termin 6. Oktober 1941 belegt, dass Teile des Bataillons an Massenexekutionen von 2000 Juden in Nadvornaija, die von Krüger organisiert worden waren, beteiligt waren. Außerdem ist die Teilnahme an einem brutalen Massaker mit 12000 Opfern am 12. Oktober 1941 in Stanislawiw belegt. Es ist anzumerken, dass im Fall des Reserve-Polizei-Bataillon 133 Männer der 2. und 3. Kompanie die Exekutionskommandos bildeten. An den Aktionen waren auch Angehörige der 2. Kompanie / Polizei-Bataillon 320 beteiligt, die jedoch keinen Anteil an den Tötungen hatten.
Zwischen Oktober 1941 und dem Sommer 1942 war das Bataillon wieder und wieder an Massakern und Deportationen beteiligt; bei vielen Aktionen als Unterstützung, doch auch mit unmittelbarer Beteiligung an Exekutionen. So in Kolomyja, Del'atin und Jaremcze, Drohobycz, Stanislawiw und wieder in Kolomyja im April 1942.
In der Gesamtbetrachtung sind im Zeitabschnitt Oktober 1941 bis zum Sommer 1942 etwa 15.000 Tötungen und etwa 8.000 Deportationen in das Todeslager Bergen-Belsen den Angehörigen und der Führung des Reserve-Polizei-Bataillon 133 zuzuschreiben.
Im Juli 1942 endet die offizielle Einsatzgeschichte des Reserve-Polizei-Bataillon 133 mit der Umbenennung in II. Bataillon / Polizei-Regiment 24. Doch die Geschichte von Exekutionen und Deportationen durch die Männer dieser Einheit war damit nicht beendet, sondern ging vielmehr im umbenannten Verband unverändert weiter.

## Juristische Aufarbeitung
Die Strafermittlungen gegen den Bataillonskommandeur Gustav Englisch wurden, mit beeinflusst von Willy Papenkort („Kameradenhilfe“), eingestellt.